# Iva Šmídová
Iva Šmídová (* 12. července 1973 Brno) je česká socioložka, vysokoškolská pedagožka. Profesně působí na Fakultě sociálních studií Masarykovy univerzity v Brně. Zabývá se problematikou genderu, mužskými studii a sociologií medicíny.

## Život
V roce 1997 získala magisterský titul ze sociologie a anglického jazyka na Masarykově univerzitě. V roce 2004 ukončila postgraduální studium a získala tituly PhDr. a Ph.D. Tématem její disertační práce bylo "Jiní muži. Alternativní životní dráhy mužů v České republice". V roce 2015 se habilitovala s prací "Masculinities offside? Critical Studies on Men And Masculinities – a Sociological Analysis". Mezi lety 2005-2009 a 2016-2018 byla vedoucí oboru Genderová studia na Katedře sociologie FSS MU. Je garantkou bakalářského studijního programu sociologie.

## Veřejná činnost
- členka Rady vlády ČR pro rovnost žen a mužů, od 2011
- členka pracovní skupiny Muži a genderová rovnost Rady vlády ČR pro rovnost žen a mužů, předsedkyně 2016+, místopředsedkyně 2012–2015
- členka pracovní skupiny pro porodnictví, v ní koordinátorka pracovního týmu pro etiku

## Vybrané publikace
- ŠMÍDOVÁ, Iva, Eva ŠLESINGEROVÁ a Lenka SLEPIČKOVÁ. Games of Life. Czech Reproductive Biomedicine. Sociological Perspectives. 1., elektronické vyd. Brno: Masarykova univerzita, 2015. 164 s. ISBN 978-80-210-7734-8.
- PRINGLE, Keith, Jeff HEARN, Network WITH MEMBERS OF CROME a Iva ŠMÍDOVÁ. Men and Masculinities in Europe. 2. vyd. London: Whiting & Birch, 2013. 292 s. Critical Studies in Socio-Cultural Diversity. ISBN 1-86177-042-1.
- JARKOVSKÁ, Lucie, Kateřina LIŠKOVÁ a Iva ŠMÍDOVÁ. S genderem na trh. Rozhodování o dalším vzdělání patnáctiletých. první. Praha - Brno: SLON, 2010. 220 s. Edice studie, sv. 65. ISBN 978-80-7419-030-8.}